# Competencia de Bertrand
La competencia de Bertrand es un modelo de competencia imperfecta utilizado en economía, nombrada en honor de Joseph Louis François Bertrand (1822-1900). El modelo describe las interacciones entre vendedores (empresas) que fijan los precios y los compradores, que deciden cuánto comprar a ese precio.
El modelo se basa en los siguientes supuestos:
- Hay por lo menos dos empresas que producen productos homogéneos (no diferenciados)
- Las empresas no cooperan;
- Las empresas compiten a través de establecer precios simultáneamente.
- Los consumidores compran todo de la empresa con el precio más bajo. Si todas las empresas cobran el mismo precio, los consumidores seleccionan al azar entre ellas.

## Implicaciones
Tengase en cuenta que lo mejor que las empresas pueden hacer en esta configuración es coludirse para cobrar el "precio de monopolio" y suministrar la mitad del mercado de cada uno. Sin embargo cada empresa tiene motivos racionales para romper el trato, consecuentemente el único equilibrio de Nash en este modelo es no ponerse de acuerdo y cobrar el costo marginal, que es el resultado no cooperativo.
Si una empresa tiene un menor costo promedio (una tecnología de producción superior), cobrará el precio más alto que es menor que el coste medio de la otra (es decir, un precio justo por debajo del precio más bajo de la otra empresa puede gestionar) y tomara todas las compraventas del mercado. Esto se conoce como "limitación por precio". 

## La competencia de Bertrand; la competencia de Cournot y equilibrios
Bertrand predice que un duopolio es suficiente para empujar los precios hasta el nivel del costo marginal. Un duopolio dará lugar a un resultado exactamente equivalente a lo que prevalece en la competencia perfecta, dando así lugar a un equilibrio económico.
Ningún modelo es necesariamente "más representativo". La precisión de las predicciones de cada modelo varían de una industria a otra, dependiendo de la proximidad de cada modelo a la situación de esa rama industrial.
Si la capacidad y producción pueden ser fácilmente modificadas, el modelo de Bertrand es generalmente el mejor modelo de la competencia de duopolio. Contrariamente, si la producción y la capacidad son difíciles de ajustar, el de Cournot es generalmente un modelo mejor.
Bajo ciertas condiciones el modelo de Cournot puede ser considerado como un modelo de dos etapas, donde en la primera etapa las empresas eligen capacidades, y en el segundo compiten a la manera de Bertrand.

## Análisis crítico del modelo de Bertrand
El modelo de Bertrand “clásico” asume que las empresas compiten exclusivamente en el precio, haciendo caso omiso de otro tipos de competencia. Sin embargo, las empresas pueden diferenciar sus productos y cobrar un precio más alto. Por ejemplo, ¿hay alguien realmente dispuesto a viajar el doble de distancia para ahorrar un 1 % en el precio de las verduras? El modelo de Bertrand se puede ampliar para incluir la diferenciación por producto o por ubicación, pero entonces el resultado principal - que el precio es conducido hasta el costo marginal - ya no es válido. 
El modelo pasa por alto limitaciones de capacidad. Si una sola empresa no tiene la capacidad de abastecer todo el mercado, puede que la conclusión que el "precio es igual al costo marginal" no sea válida.
El modelo clásico sólo se centra en el caso la estrategia pura del equilibrio de Nash. Hay casos de equilibrio de Nash con estrategia mixta que resultan en beneficios económicos más altos que los de precio iguales al costo marginal (véase Kaplan & Wettstein,2000, y Baye y Morgan, 1999).
El modelo clásico pasa por alto el “costo de búsqueda” de los consumidores. Si el consumidor no conoce el precio del producto antes de visitar una empresa y cada visita es costosa (por pequeña que sea), entonces el precio de equilibrio de Nash no se materializará. Esto crea la posibilidad de que las empresas elijan, al azar en algún momento, un precio entre el costo marginal y el precio de monopolio.

## Citas y referencias
- Bertrand, J. (1883) "Book review of theorie mathematique de la richesse sociale and of recherches sur les principles mathematiques de la theorie des richesses", Journal de Savants 67: 499–508.

- T. Kaplan and D. Wettstein - 2000

The Possibility of Mixed-Strategy Equilibria with Constant-Returns-to-Scale Technology under Bertrand Competition, Spanish Economic Review, 2, 65-71.
- Baye, Michael R. & Morgan, John, 1999. A folk theorem for one-shot Bertrand games Economics Letters, Elsevier, vol. 65(1), pages 59-65, October.

- Andrew Sweeting (2001); Entrega 2: Cournot y Bertrand.

- Guido Capra S: Juegos finitos y equilibrio de Bertrand (enlace roto disponible en Internet Archive; véase el historial, la primera versión y la última)..

- Matilde Machado: Competencia en Precios. Modelo de Bertrand

- Germán Coloma: EQUILIBRIOS COMPETITIVOS Y DE BERTRAND, CON Y SIN DIFERENCIACION ..

- Germán Coloma: El número óptimo de empresas bajo competencia de Bertrand

- Datos: Q828555